# Élections législatives liechtensteinoises de 2005
Les élections législatives liechtensteinoises de 2005  se sont déroulées le 13 mars 2005.

## Système politique et électoral
Le Liechtenstein est une principauté organisée sous la forme d'une monarchie constitutionnelle. 
Le chef d'État est un prince, qui possède des pouvoirs politiques importants, comprenant un droit de veto. Ces aspects de monarchie directe sont contrebalancés par des éléments de démocratie directe — initiative populaire et référendum — qui font du Liechtenstein le pays d'Europe où celle-ci est considérée comme la plus poussée. 
Le parlement, appelé Landtag, détient le pouvoir législatif. Les 25 députés qui le composent sont élus pour quatre ans au sein de deux circonscriptions, l'Oberland et l'Unterland, comportant respectivement 15 et 10 sièges. Tous les sièges sont pourvus au scrutin proportionnel entre les listes de candidats ayant remporté au moins 8 % des suffrages exprimés au niveau national.
Le vote est obligatoire.

## Contexte politique
Contrairement à l'usage, les élections se tiennent non pas en février mais en mars. Pour la première fois, les citoyens peuvent voter par voie postale. 
Lors d'un référendum constitutionnel en 2003, les Liechtensteinois ont accepté par référendum d’accroître des pouvoirs du prince Hans-Adam II, lui accordant le pouvoir de renvoyer le gouvernement, d'approuver la nomination des juges et de mettre son veto à tout projet de loi, tout en lui retirant le pouvoir de gouverner par décret. Ces pouvoirs sont approuvés par 64 % de la population. Le prince avait mis son poids dans la balance en menaçant de s'exiler en Autriche si les changements étaient rejetés.
Lors des élections précédentes, le Parti progressiste des citoyens remporte la majorité absolue à l'assemblée. L'un de ses membres, Otmar Hasler, devient Premier Ministre.

## Résultats
L'ensemble des voix en faveur des candidats d'un parti sont comptabilisés comme suffrages pour ce parti, ce qui porte le nombre de ces derniers à un total bien supérieur au nombre d'électeurs.
|                                                                 |                                       |         |       |      |        |               |  |  |  |  |  |  |  |  |
| Parti                                                           | Parti                                 | Voix    | %     | +/-  | Sièges | +/-           |  |  |  |  |  |  |  |  |
|                                                                 | Parti progressiste des citoyens (FBP) | 94 545  | 48,74 | 1,16 | 12     | 1             |  |  |  |  |  |  |  |  |
|                                                                 | Union patriotique (VU)                | 74 162  | 38,23 | 3,12 | 10     | 1             |  |  |  |  |  |  |  |  |
|                                                                 | Liste libre (FL)                      | 25 273  | 13,03 | 4,27 | 3      | 2             |  |  |  |  |  |  |  |  |
| Total des voix                                                  | Total des voix                        | 193 980 | 100   |      |        |               |  |  |  |  |  |  |  |  |
|                                                                 |                                       |         |       |      |        |               |  |  |  |  |  |  |  |  |
| Suffrages exprimés                                              | Suffrages exprimés                    | 14 663  | 97,32 |      |        |               |  |  |  |  |  |  |  |  |
| Votes blancs et nuls                                            | Votes blancs et nuls                  | 404     | 2,68  |      |        |               |  |  |  |  |  |  |  |  |
| Total                                                           | Total                                 | 15 067  | 100   | -    | 25     | en stagnation |  |  |  |  |  |  |  |  |
| Abstention                                                      | Abstention                            | 2 361   | 13,55 |      |        |               |  |  |  |  |  |  |  |  |
| Inscrits/Participation                                          | Inscrits/Participation                | 17 428  | 86,45 |      |        |               |  |  |  |  |  |  |  |  |
| Source: European Elections Database et Union Interparlementaire |                                       |         |       |      |        |               |  |  |  |  |  |  |  |  |

### Résultats par circonscription
|            |            |          |          |          |          |               |           |           |           |           |               |       |       |  |
| Parti      | Parti      | Oberland | Oberland | Oberland | Oberland | Oberland      | Unterland | Unterland | Unterland | Unterland | Unterland     | Total | Total |  |
| Parti      | Parti      | Voix     | %        | +/-      | S        | +/-           | Voix      | %         | +/-       | S         | +/-           | Total | Total |  |
|            | FBP        | 66 389   | 46,73    | 1,43     | 7        | en stagnation | 28 156    | 54,25     | 0,61      | 5         | 1             | 12    |       |  |
|            | VU         | 55 372   | 38,97    | 3,29     | 6        | 1             | 18 790    | 36,20     | 2,53      | 4         | en stagnation | 10    |       |  |
|            | FL         | 20 319   | 14,30    | 4,72     | 2        | 1             | 4 954     | 9,54      | 3,13      | 1         | 1             | 3     |       |  |
| Total      | Total      | 142 080  | 100      |          |          |               | 51 900    | 100       |           |           |               |       |       |  |
|            |            |          |          |          |          |               |           |           |           |           |               |       |       |  |
| Val.       | Val.       | 9 763    | 100      | –        | 15       | en stagnation | 5 307     | 100       | –         | 10        | en stagnation | 25    |       |  |
| Abst       | Abst       | 1 736    | 15,10    |          |          |               | 622       | 10,49     |           |           |               |       |       |  |
| Ins./Part. | Ins./Part. | 11 499   | 84,90    | 5 929    | 89,51    |               |           |           |           |           |               |       |       |  |

## Conséquences
Le Parti progressiste des citoyens conserve la majorité relative à l'assemblée mais perd la majorité absolue. Le PPC et l'Union patriotique décident de reconstituer la coalition gouvernementale qu'ils formaient de 1939 à 1997. Otmar Hasler reste Premier ministre, à la tête d'un gouvernement de coalition.
Fait notable, Le nombre des femmes parlementaires triple en passant à 6 sur 25, ce qui pousse les médias locaux à déclarer les femmes grandes vainqueurs des élections.